# Лебедев, Валентин Иванович (врач)
Лебедев Валентин Иванович (1932—2022) — советский учёный и ведущий специалист в области детской онкологии, врач-хирург, доктор медицинских наук, профессор, онколог.

## Ранние годы
Родился 19 октября 1932 года в г. Бронницы Московской области, по счету пятым ребенком в семье. Сын Лебедева Ивана Филипповича (1896—1963) и Москвиной Анастасии Федоровны (1898—1978). Всего в семье было 7 детей. Глава семьи, дед Филипп Борисович, имел в городе «чайную», где кормил людей. Семья производила в мастерской халву.
В 1933 г. начались репрессии. Семью Лебедевых раскулачили. Родители, Иван Филиппович и Анастасия Федоровна, собрав детей и скарб в поводу, запрягли лошадей и уехали в небольшую деревню под г. Серпухов, далее в поселок Троицкое-Антропово при Городской Психиатрической Больнице № 5.
Отец, Иван Филиппович, работал автослесарем в гараже при больнице, был заведующим гаражом. Мать, Анастасия Федоровна, работала в буфете больницы хлеборезкой. Семья пользовалась уважением в поселке.
Валентин Иванович учился в средней школе. В семье у него была обязанность пасти козу, поэтому в карманы штанов клался кусок хлеба и кусок сахара, и вместе с книгой он шел пасти козу в Мещерский овраг.
Будучи ребенком Валентин Иванович очень любил читать, в основном интересовался историей. Когда закончил 10 класс школы, поехал поступать в Москву в институт, но не хватило баллов для поступления, поэтому вернулся в Троицкое и вольнослушателем ходил в 10й класс школы, чтобы поступить на будущий год.
В 1951 г. Валентин Иванович поступил в 2-й Московский Ордена Ленина государственный медицинский институт им. Сталина (МОЛГМИ им. Сталина) на педиатрический факультет.
Учился серьезно. Степендию получал все время. По началу жил у деда на станции метро Динамо, далее в общежитии. В институте познакомился с будущей женой Герман Элеонорой Ивановной. В конце 5-го курса женился.

## Первые шаги

### Ухта
После окончания института было огромное желание работать по специальности хирург. И когда представитель МВД предложил в 1957 году стать хирургом в центральной больнице исправительного лагеря г. Ухта, Валентин Иванович сразу согласился. Для жены предложили место главного врача в доме младенца. Работали там 3 года. Учителя: Ясаков Ярослав Александрович; Антия Вахтанг.
Старший сын Константин Валентинович Лебедев (1958—2004) родился в Москве у Покровских ворот в Московском областном научно-исследовательском институте акушерства и гинекологии (МОНИИАГ).
Семья жила в Ухте в бараке, дважды в день топили печь дровами, воду приносили из источника (недалеко от добычи урана). По окончании срока вернулись в Москву. Никто не хотел брать на работу в первое время.

### Морозовская больница
В 1960 г. приняли на работу в Детскую Клиническую Больницу № 1 им. Морозова. В больнице была школа Краснобаева, видного детского хирурга. В педиатрии учителями были: Новожилова Вера Ивановна, Звягинцева Вера Николаевна, Сундуковский Илья Элизарович.
Валентин Иванович старался оперировать со всеми, кто оперировал, и не вылезал из операционной.
Во время дежурства Валентин Иванович заподозрил у ребенка аппендицит, с его диагнозом никто не согласился из коллег. Он записал особое мнение в истории болезни и остался наблюдать за ребенком на ночь. Ребёнок спал, а рука Валентина Ивановича лежала на животе ребёнка. Утром он сказал: «Пошли оперироваться», поскольку начинался перитонит. Ребенок был спасён. После этого случая весь коллектив больницы стал уважать мнение молодого специалиста.

## Онкология
Врачи хирургического отделения Морозовской больницы стали обращать внимание, что постпуают дети в поздних сроках онкологических заболеваний, когда уже ничего нельзя сделать. И Дурнов Лев Абрамович решил в одном из отделений больницы организовать отделение для онкологических больных. Он написал большое письмо и поехал на приему к Воробохову Л. А. на согласование данного решения, учитывая веские аргументы. Однако, Воробохов Л. А. написал резолюцию на заявлении «Отказать». Очень расстроенный Дурнов Л. А. приехал в отделение и обсудив с врачами положение, взял красный карандаш и написал на заявление перед словом «Отказать» приставку «НЕ». Таким образом, на основании отредактированной резолюции в отделении 3-й хириргии Морозовской больницы было открыто отделение для лечения детей с онкологическими заболеваниями, которое очень быстро наполнилось больными детьми.

### Национальный медицинский исследовательский центр онкологии имени Н. Н. Блохина
Валентин Иванович очень много оперировал детей с онкологическим диагнозом. В это время (?-1964) Всесоюзный онкологический научный центр АМН СССР под управлением Блохина Н. Н. переезжает в новые корпуса на Каширском шоссе. Детского отделения там не было. Прошло немного времени и Дурнов Л. А. едет на прием к Блохину Н. Н. и приглашает посмотреть новое отделение Морозовской больницы. В 1964 году Блохин Н. Н. принимает решение перевести детское онкологическое отделение к себе в институт. В это же время из Морозовской больницы было переведено отделение гематологии во главе с Махоновой Лидией Алексеевной. С этого момента началась работа по организации работы с детской онкологией. При кафедре Центрального института усовершенствования врачей (ЦИУВ) была открыта кафедра по детской онкологии. Со всего СССР стали приезжать ординаторы и получать квалификацию «детский онколог» на базе детского отделения. Получив опыт, они продолжали лечить детей в своих регионах. В дальнейшем детское отделение получило статус института. Дурнов Л. А. добился, чтобы в цифрах статистики появилась детская онкология.
Лебедев Валентин Иванович на протяжение 53-х лет не выходил из операционных, оперируя по двое-трое больных (кроме понедельника). Он умудрялся находить контакт с детьми, и маленькие пациенты не боялись идти на операцию. Родители боготворили его. Научные работы кандидатской и докторской диссертационных работ сделаны на основе своих собственных наблюдений за детьми, которых он сам оперировал:
1. кандидатская диссертация на тему «Нейрогенные опухоли забрюшинного пространства у детей» (1972 г.);
2. докторская диссертация на тему «Лечение нефробластомы» (1986 г.)

Особое внимание он уделял проблемам разработки оперативного лечения и оперативных доступов при основных злокачественных опухолях у детей: нефробластомах, нейробластомах, мягкотканных опухолях. С его непосредственным участием разработана методика оперативного лечения двусторонней нефробластомы, определена тактика хирургического лечения гепатобластомы у детей, органосохраняющих операций при опухолях брюшной полости.
Коллегами Лебедева Валентин Ивановича были Бухны А.Ф., Рябов Эдуард и т.д.
Когда организовался институт Валентин Иванович начал выступать в СМИ, чтобы родители стали везти на лечение ребенка в институт, а не к знахарям. Всегда поражала окружающих Валентина Ивановича его работоспособность и выносливость, он никогда не отдыхал после суточных дежурств. Его девизом была фраза: «Когда я вхожу в операционную, я — человек! Все остальное катится к чертовой матери, мне больше ничего не надо». В течение 53-х лет работы в институте, от него, даже в шутливой форме, никто и никогда не слышал: «Мне надоело», «я устал…».
Четверо мальчишек, которых он оперировал в раннем детстве стали врачами. А Саша Арефьев (ребенок с опухолью слюнной железы), когда стало необходимо, обследовал и лечил Валентин Ивановича.

### Работа на санитарной авиации
Валентин Иванович работал на санавиации СССР много лет, летал по всему СССР: Прибалтика, Белоруссия, Украина, Молдова, Кавказ, Средняя Азия, Дальний Восток, север Сибири. Консультировал и оперировал на месте, а также привозил сложных детей в Москву. Летал вплоть до распада СССР.

## Семья
В семье дети выросли педиатрами: Лебедева Юлия Валентиновна (род.1964) — врач-ортопед; Лебедев Константин Валентинович (1958—2004) — врач-хирург.
Всего в семье шестеро врачей, 6 инженеров и 4 правнука.